# Tubb Town
Tubb Town, conosciuta anche come Field City, Tibville o semplicemente Tubbtown, è una città fantasma della contea di Weston, Wyoming, Stati Uniti.

## Geografia fisica
Tubb Town si trovava lungo il Salt Creek e il Custer-Belle Fourche Trail, due miglia a nord-est di Newcastle, nella contea di Weston, nel Wyoming. È intorno a cui l'U.S. Route 85 interseca l'U.S. Route 16. Si trova a 7,9 miglia a ovest dal confine con il Dakota del Sud. Non ci sono edifici rimanenti. Il sito è ora contrassegnato da un monumento commemorativo del boom e del busto della città.

## Storia
Verso la fine degli anni 1880, la Chicago, Burlington, and Quincy Railroad si fece strada attraverso il Wyoming, ispirando i minatori della Cambria Fuel Company a fondare Newcastle lungo la ferrovia. Nella primavera del 1889, Tubb Town fu costruita da DeLoss Dewitt Tubbs, un residente di Custer, Dakota del Sud, più in basso sul sito previsto della ferrovia; all'inizio era solo un negozio. In quel periodo, F. R. Curran allestì un bar all'aperto e, quando costruì la sua casa, la città stava iniziando a espandersi. Il bar era utilizzato dai lavoratori della Burlington & Missouri River Railroad. Successivamente, la perforazione petrolifera è proseguita nell'area. Gli abitanti di Whoop-Up, una vicina città che fungeva da punto di distribuzione delle merci della ferrovia, si trasferirono a Tubb Town, aspettandosi che diventasse una grande città. Tubb Town si guadagnò presto la reputazione di essere un posto molto difficile da vivere; l'iniziazione era di comprare da bere per tutti i saloon. Calamity Jane ha anche visitato la città una volta.
Tuttavia, il 1º settembre 1889, la ferrovia annunciò che non sarebbe passata attraverso Tubb Town. Tubbs non si rese conto che la Lincoln Land Company, una sussidiaria della ferrovia, aveva già pianificato le città da costruire lungo la ferrovia. Il 10 settembre 1889 furono venduti i primi lotti a Newcastle e iniziò l'esodo da Tubb Town a Newcastle. Un proprietario di un saloon aprì un negozio nel retro del suo carro e operò per i residenti della città mentre era in viaggio. La città fu ufficialmente abbandonata il 1º novembre 1889. Oggi, il precedente sito è vuoto.